# Supercoupe de Belgique de football 2000
La Supercoupe de Belgique 2000 est un match de football qui a été joué le 5 août 2000, entre le vainqueur du championnat de division 1 belge 1999-2000, le RSC Anderlecht et le vainqueur de la coupe de Belgique 1999-2000, le KRC Genk. Anderlecht remporte le match 3-1, et ajoute une cinquième Supercoupe à son palmarès.

## Feuille de match
| Titulaires : |  |
| |  |
| GK 1 Filip De Wilde 46e · RB 16 Bertrand Crasson · CB 5 Glen De Boeck · LB 6 Lorenzo Staelens 46e · DM 10 Walter Baseggio 46e · DM 15 Besnik Hasi · RM 21 Emmanuel Pirard 34e · LM 7 Bart Goor 67e · OM 11 Alin Stoica 39e 46e · RF 8 Jan Koller 46e · LF 13 Tomasz Radzinski 46e · |  |
| Remplaçants : |  |
| GK 23 Serbie Zvonko Milojević 46e · CF 22 Oleg Iachtchouk 46e · RM 14 Patrick van Diemen 46e · LM 9 Didier Dheedene 67e · DM 4 Yves Vanderhaeghe 46e · CF 20 Yannis Anastasiou 46e 58e · CF 26 Aruna Dindane 46e ·                                                                  |  |
| Entraîneur : |  |
| Aimé Anthuenis |  |

| Titulaires : |  |
| |  |
| GK Jan Moons · RB Wilfried Delbroek · CB Didier Zokora · CB Domenico Olivieri · LB Akram Roumani 71e · RM Mike Okoth Origi · CM Bernd Thijs 43e · CM Josip Skoko · LM Blessing Kaku 71e · CF Zoran Ban 71e · CF Wesley Sonck · |  |
| Remplaçants : |  |
| LM Cédric Van der Elst 71e · CB Fritz Emeran 71e · RM Thomas Chatelle 71e · |  |
| Entraîneur : |  |
| Johan Boskamp |  |

| Titulaires : |  |
| |  |
| GK 1 Filip De Wilde 46e · RB 16 Bertrand Crasson · CB 5 Glen De Boeck · LB 6 Lorenzo Staelens 46e · DM 10 Walter Baseggio 46e · DM 15 Besnik Hasi · RM 21 Emmanuel Pirard 34e · LM 7 Bart Goor 67e · OM 11 Alin Stoica 39e 46e · RF 8 Jan Koller 46e · LF 13 Tomasz Radzinski 46e · |  |
| Remplaçants : |  |
| GK 23 Serbie Zvonko Milojević 46e · CF 22 Oleg Iachtchouk 46e · RM 14 Patrick van Diemen 46e · LM 9 Didier Dheedene 67e · DM 4 Yves Vanderhaeghe 46e · CF 20 Yannis Anastasiou 46e 58e · CF 26 Aruna Dindane 46e ·                                                                  |  |
| Entraîneur : |  |
| Aimé Anthuenis |  |

| Titulaires : |  |
| |  |
| GK Jan Moons · RB Wilfried Delbroek · CB Didier Zokora · CB Domenico Olivieri · LB Akram Roumani 71e · RM Mike Okoth Origi · CM Bernd Thijs 43e · CM Josip Skoko · LM Blessing Kaku 71e · CF Zoran Ban 71e · CF Wesley Sonck · |  |
| Remplaçants : |  |
| LM Cédric Van der Elst 71e · CB Fritz Emeran 71e · RM Thomas Chatelle 71e · |  |
| Entraîneur : |  |
| Johan Boskamp |  |